# Municipalità di Central Coast
La municipalità di Central Coast è una delle 29 local government areas che si trovano in Tasmania, in Australia. Essa si estende su di una superficie di 931,1 chilometri quadrati ed ha una popolazione di 21.259 abitanti. La sede del consiglio si trova a Ulverstone.